# Stabilimento Bacologico Pennacchietti

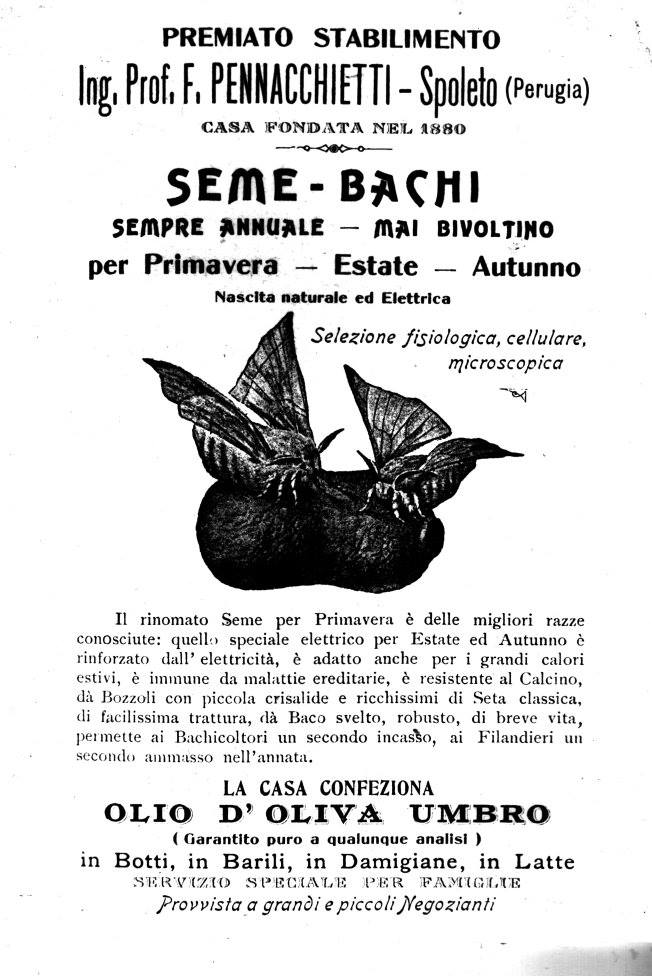
Volantino pubblicitario

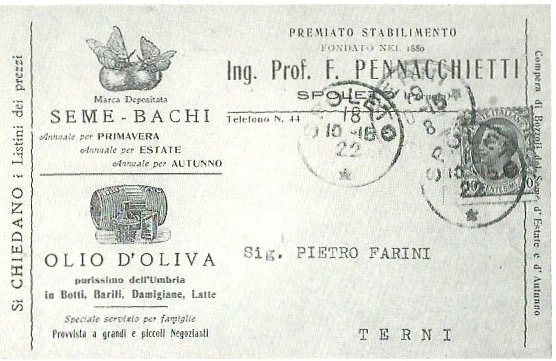
Cartolina pubblicitaria

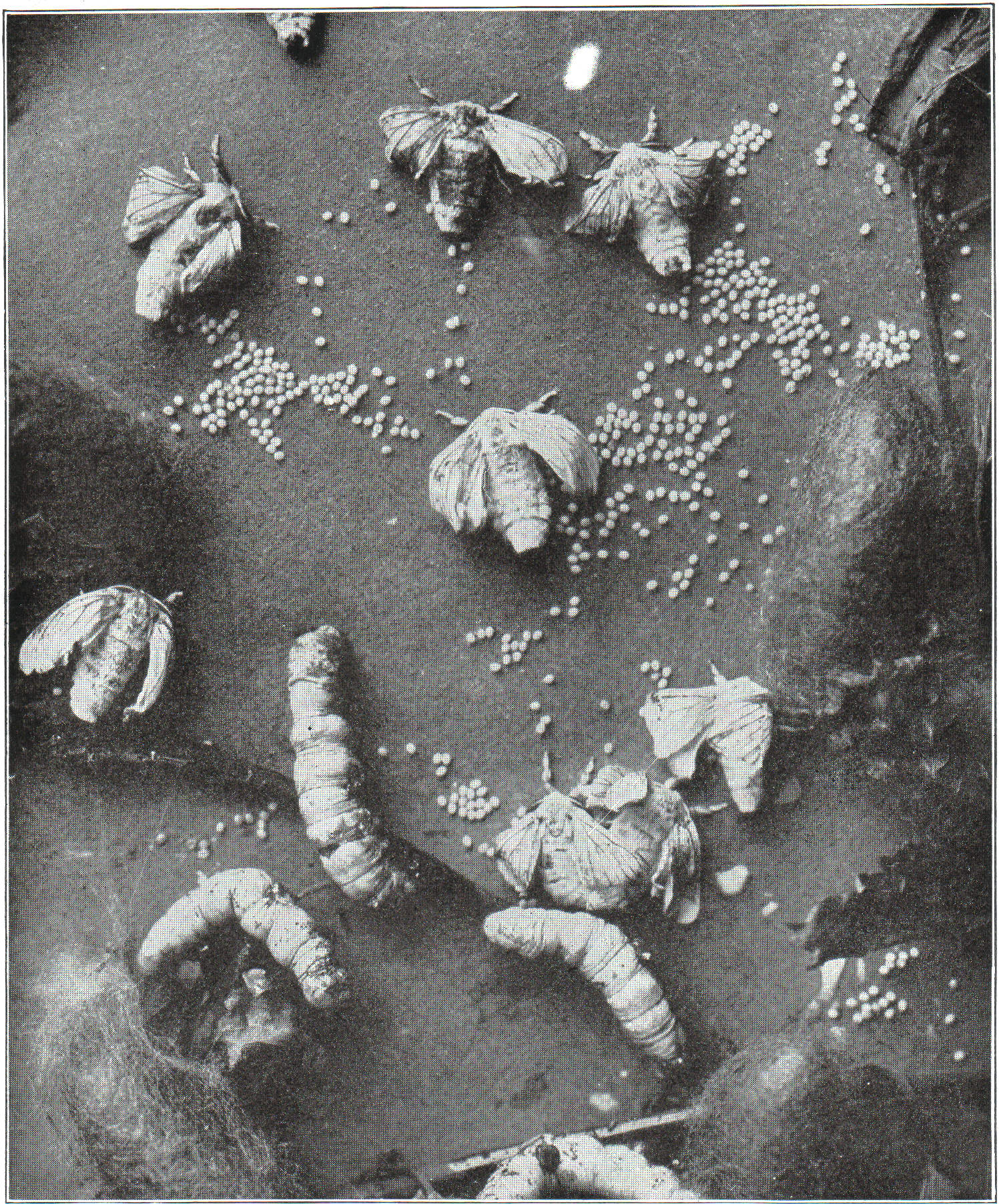
Seme-bachi appena deposto dalle falene

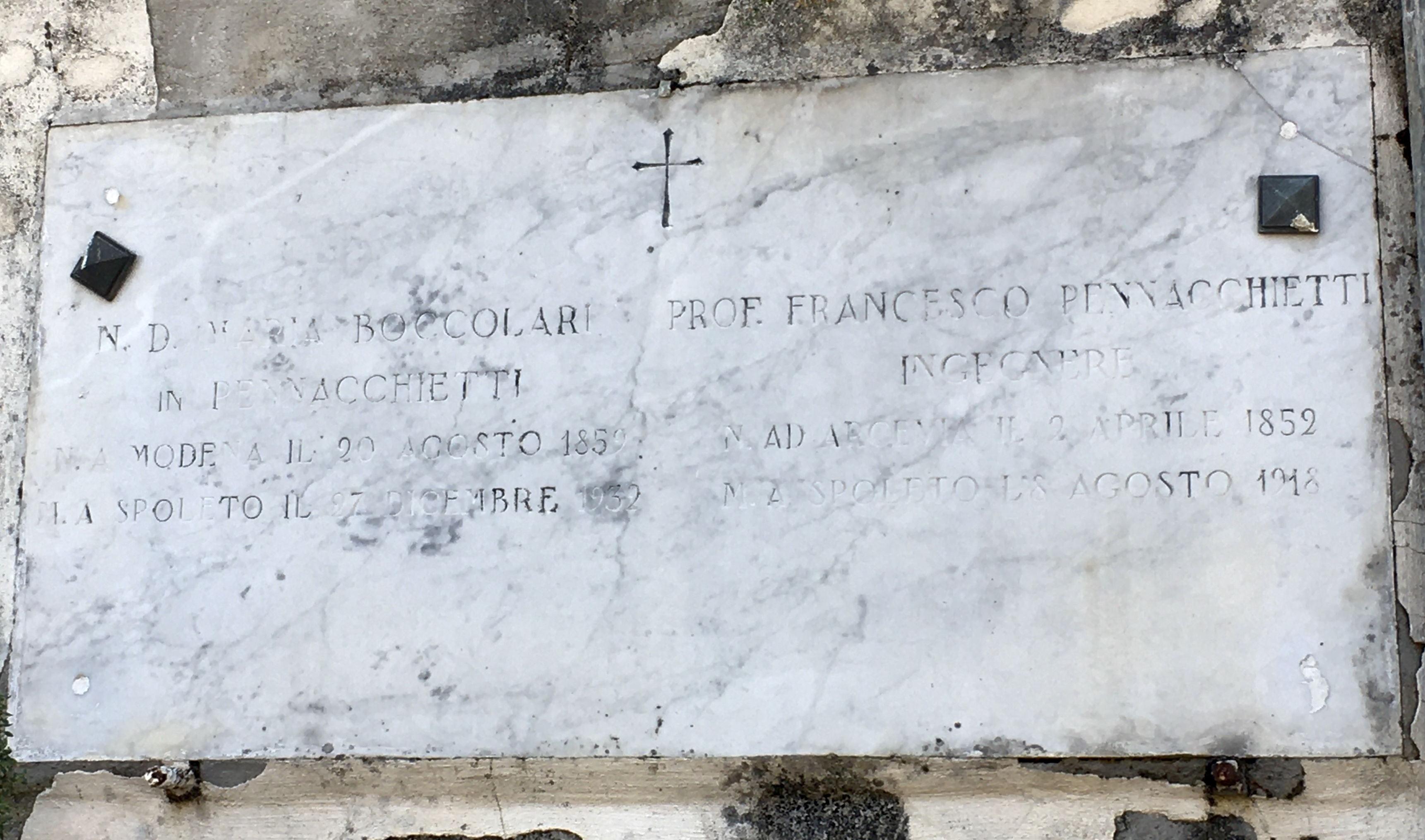
Tomba di Francesco Pennacchietti e signora nel Cimitero monumentale di Spoleto

Lo Stabilimento Bacologico Pennacchietti venne fondato a Spoleto nel 1880 da Francesco Pennacchietti, in via San Carlo, fuori dalle mura cittadine. L'attività consisteva nell'acquisto di bozzoli da riproduzione, nell'allevamento e nella vendita di bachi da seta già nati o di uova di Bombyx mori atte a schiudersi, dette seme-bachi (seme da bachi).

## Francesco Pennacchietti
Pennacchietti nacque il 2 aprile 1852 ad Arcevia; frequentò la facoltà di Scienze matematiche, fisiche e naturali all'università di Bologna nel 1877/78 e, dopo il biennio propedeutico, passò alla Scuola d'applicazione per Ingegneri e Architetti, appena istituita, laureandosi in ingegneria. 
Si trasferì a Spoleto in data sconosciuta e fondò lo stabilimento bacologico nel 1880, mentre il padre Alessandro, gestiva una caffetteria-pasticceria in corso Vittorio Emanuele (l'attuale corso Mazzini). Oltre alla commercializzazione del baco da seta, si dedicò alla produzione e vendita dell'olio d'oliva e all'insegnamento, fu professore al liceo classico Pontano Sansi (1881-1883) e all'Istituto tecnico Giovanni Spagna dove insegnò Costruzioni e geometria pratica. Morì a Spoleto nel 1918. Con il proprio lavoro contribuì all'avanzamento industriale della città, insieme alle miniere di Spoleto, alle Arti grafiche Panetto & Petrelli e al Cotonificio.

## La storia

### L'attività
Durante gli ultimi decenni dell'800 in molte regioni italiane nacquero stabilimenti bacologici dotati di moderne tecnologie per l'allevamento sicuro e scientificamente avanzato di bachi selezionati e per la produzione di seme-bachi sano; era urgente arginare la diffusione della pebrina e di altre malattie che avevano messo in ginocchio il settore, spesso causate da vecchie abitudini e metodologie scarsamente igieniche.
Alla fine del XIX secolo in Umbria si contavano in tutto quattro stabilimenti bacologici: due a Perugia, uno a Todi e lo Stabilimento Bacologico Pennacchietti a Spoleto.
Lo stabilimento spoletino, con l'impiego di 30 operaie adulte, allevava e vendeva, a scopo industriale, bachi già nati e seme-bachi; lo confezionava e lo consegnava, oppure lo spediva, agli allevatori, pronto per essere messo alla cova. Il seme poteva essere di diverse razze, autoctono o asiatico, annuale o bivoltino, puro o preparato per l'incrocio; era venduto a once di 30 grammi ciascuna (un'oncia conteneva da 40.000 a 60.000 uova circa, a seconda della razza).

### Le innovazioni
Anche Pennacchietti si specializzò nella produzione del seme-bachi detto “secondino”, cioè allevato con la seconda fogliatura dei gelsi, la cui nascita avveniva con procedimenti elettrici in estate e in autunno, pratica che consentiva un aumento di produttività ai bachicoltori e ai filandieri. La ditta mediamente produceva ogni anno 10.000 once circa di seme-bachi, mostrandosi particolarmente avanzata nell'impiego dell'elettricità e ottenendo encomi in merito alla qualità del prodotto.
Dopo la morte di Pennacchietti, avvenuta nell'agosto 1918, la ditta continuò a lavorare con profitto; nel 1925 brevettò un metodo per aumentare la produzione del seme in sicurezza: una macchina per velocizzare il così detto sistema cellulare, cioè la pratica di racchiudere le singole coppie delle farfalle in piccoli sacchetti di carta vegetale, o di garza, al cui interno avveniva l'accoppiamento e la deposizione del seme che pertanto rimaneva in un luogo sicuro. L'operazione solitamente veniva svolta a mano dalle operaie al ritmo di 400 sacchetti/cellette all'ora ma, grazie alla macchina, le cellette confezionate aumentarono fino a 24.000 all'ora. Nel 1932 risultava in funzione anche un Essiccatoio Bozzoli Pennacchietti.
Nel corso degli anni venti la ditta ampliò la propria attività, rilevando la ditta del conte Rodolfo Pucci Boncambi (1850-1926) di Perugia che, dopo la prima guerra mondiale, aveva cessato l'attività per dedicarsi all'organizzazione di missioni umanitarie. Fondata nel 1873, occupava una posizione di prestigio nell'ambito dell'industria bacologica italiana; ambientata in ampi locali, disponeva di un moderno impianto industriale, dava lavoro a 20 persone, prevalentemente donne, e riforniva gli allevamenti delle principali città italiane con seme di eccellente qualità.

### La chiusura
In qualità di gestore di uno dei più importanti stabilimenti bacologici della regione, Pennacchietti nel 1902 era stato chiamato a esprimere la propria opinione sul futuro e la salvaguardia del setificio nazionale; in questa circostanza criticò la proliferazione di sete artificiali, ma si dichiarò favorevole al libero scambio, mentre altri bachicoltori umbri si espressero a favore di una politica doganale protezionistica e sollecitarono l'imposizione di dazi. L'attività Pennacchietti ebbe vita fiorente fino al 1934, quando, proprio a causa della diffusione delle sete artificiali, cominciò l'inarrestabile parabola discendente dell'industria della seta. Al declino contribuirono la contrazione dei circuiti commerciali internazionali, il crollo del prezzo dei bozzoli, ma soprattutto la politica economica imposta dal governo fascista basata sulla supremazia di un'economia dirigista che impose l'esclusiva dell'ammasso, dell'essiccazione e delle vendite ai Consorzi agrari, soffocando alcune iniziative imprenditoriali.
Prima di chiudere, nel disperato tentativo di mantenere in vita quello che ormai era l'unico stabilimento bacologico presente in Umbria e nel Lazio, la ditta chiese un aiuto finanziario all'IRI, ma la richiesta non venne accolta.

## La pubblicità
Pennacchietti si avvalse delle possibilità offerte dalla pubblicità sulla carta stampata, tanto da riuscire a ritagliarsi uno spazio nel panorama nazionale e non solo, infatti nel 1908 era in rapporti d'affari anche con la società di sericoltura di Belgrado.
Questo il testo apparso nelle inserzioni dell'Annuario d'Italia, Calendario generale del Regno del 1894: 
Testi modificati due anni dopo nell'Annuario d'Italia, Calendario generale del Regno del 1896: 